# Zemljodilska stranka
Zemljodilska stranka je bila politička stranka iz Kraljevine SHS.
Osnovana je 1920., uoči izbora za Konstituantu koji su se trebali održati 28. studenog.
Politički je naginjala vladajućoj stranci u Srbiji, Radikalnoj stranci, što je bilo vidljivo među ostalim iz njene retorike o "interesima države" i "narodnom jedinstvu". Od 1924. je otvoreno postala frakcijom te stranke u Subotici.
Cilj postojanja te stranke je bilo razbijanja biračkog tijela bačkih bunjevačkih Hrvata, odnosno spriječiti ikakvo njihovo vezivanje uz hrvatske i katoličke stranke. To je činila na način da veže uz Radikalnu stranku nacionalno neopredijeljene bačke bunjevačke i šokačke Hrvate: one koji se nisu osjećali Hrvatima niti se osjećali Srbima. Oko sebe je okupila Bunjevce koji su bili zemljoposjednici.
Zbog takvog načina rada srbijanske vlasti su je protežirale. Ipak, stranka je uspjela nekako djelovati samo u Subotičkom kotaru. 
Zbilja je bila da su Bunjevci i Šokci jasno pokazali da su Hrvati, svrstavanjem uz Bunjevačko-šokačku stranku, za koju se znalo da se oko nje okupljaju Bunjevci i Šokci koji su jasno isticali svoje hrvatstvo, To se odrazilo i u Subotičkom kotaru, jedinom gdje se Zemljodilska stranka uspjela nekako organizirati. U tom je kotaru i Radikalna stranka priznala vodeći utjecaj Bunjevačko-šokačke stranke na izborima za Konstituantu 1920. Stoga je u Skupštinu dala jednog zastupnika, svog čelnika, Ivana Crnkovića. Zemljodilska stranka je u Subotici 1920. bila treća po rezultatima, iza Bunjevačko-šokačke stranke i Komunističke partije, a ispred radikala i Hrvatske pučke stranke.